# Ruellia inflata
Ruellia inflata là một loài thực vật có hoa trong họ Ô rô. Loài này được Rich. miêu tả khoa học đầu tiên năm 1792.